# Borinquenia miconiae
Borinquenia miconiae är en svampart som beskrevs av F. Stevens 1917. Borinquenia miconiae ingår i släktet Borinquenia och familjen Tubeufiaceae.   Inga underarter finns listade i Catalogue of Life.